# Heterocerus pachecoi
Heterocerus pachecoi is een keversoort uit de familie oevergraafkevers (Heteroceridae). De wetenschappelijke naam van de soort is voor het eerst geldig gepubliceerd in 2002 door Skalický.